# Leviapseudes gracillimus
Leviapseudes gracillimus is een naaldkreeftjessoort uit de familie van de Apseudidae. De wetenschappelijke naam van de soort is voor het eerst geldig gepubliceerd in 1913 door Hansen.